# Rhipidocephala congoiensis
Rhipidocephala congoiensis là một loài ruồi trong họ Asilidae. Rhipidocephala congoiensis được Oldroyd miêu tả năm 1966. Loài này phân bố ở vùng nhiệt đới châu Phi.